# Ischnocnema paranaensis
Espèce
Synonymes
- Eleutherodactylus paranaensis Langone & Segalla, 1996

Statut de conservation UICN

 DD  : Données insuffisantes
Ischnocnema paranaensis  est une espèce d'amphibiens de la famille des Brachycephalidae.

## Répartition
Cette espèce est endémique du Paraná au Brésil. Elle se rencontre  vers 1 700 m d'altitude sur le Pico Paraná.

## Description
L'holotype de Ischnocnema paranaensis mesure 17,7 mm. Son dos présente des bandes vertes et blanches. Ses flancs sont réticulés avec les mêmes couleurs. Sa face ventrale est vert pâle.

## Étymologie
Son nom d'espèce, composé de parana et du suffixe latin -ensis, « qui vit dans, qui habite », lui a été donné en référence à la fois au pic Paraná, où elle a été découverte, et à l'État du Paraná.

## Publication originale
- Langone & Segalla, 1996 : Una nueva especie de Eleutherodactylus del Estado de Paraná, Brasil. Comunicaciones Zoologicas del Museo de Historia Natural de Montevideo, vol. 12, no 185, p. 1-7 (texte intégral).